# William Wharton
William Wharton (született Albert William Du Aime) (Philadelphia, Pennsylvania, 1925. november 7. – Encinitas, Kalifornia, 2008. október 29.) amerikai író és festő. Legismertebb műve az 1978-ban megjelent Madárka.

## Életrajz
William Wharton 1925. november 7-én született Philadelphiában. 1943-ban fejezte be az Upper Darby-i középiskolát, majd a második világháború alatt az Amerikai Egyesült Államok hadseregében szolgált. Az ardenneki offenzíva alatt súlyosan megsebesült és ezután leszerelt. Műveiben beszámol a háború kegyetlenségeiről.
A Kaliforniai Egyetemen tanult festészetet és doktorált pszichológiából. 1955-ben házasodott meg, felesége Rosemary Henry. Családjával 1958-ban Európába költözött és több év folyamatos utazás után Párizsban telepedett le, ahol élete nagy részét töltötte ezután. Párizsban impresszionista hatású képeket készített és árult.
1988-ban Kate lánya férjével és két gyermekével halálos autóbalesetet szenvedett Albany közelében.
A kétezres években visszaköltözött az Amerikai Egyesült Államokba, a teleket a San Diego közelében lévő Solana Beach-en töltötte.
2008. október 29-én halt meg fertőzés következtében, melyet abban a kórházban kapott el, ahol magas vérnyomással kezelték.

## Művei
William Wharton első regénye az 1978-ban megjelent Madárka volt, mely 1980-ban megnyerte a Nemzeti Könyvdíjat első regény kategóriában.

### Magyarul megjelent művei
- Madárka. Regény; ford. Falvay Mihály, utószó Szilágyi Tibor; Árkádia, Bp., 1987
- Éjfélre kitisztul; ford. Szilágyi Tibor; Európa, Bp., 1989
- Apa; ford. Béresi Csilla; Európa, Bp., 1991
- Búcsú a szerelemtől; ford. Gellért Marcell; Tericum, Bp., 1995
- Áttetsző; ford. Illés Róbert; Cartaphilus, Bp., 2007
- Hírhozók; ford. Illés Róbert; Cartaphilus, Bp., 2008
- Büszkeség; ford. Illés Róbert; Cartaphilus, Bp., 2009
- Srapnel; ford. Illés Róbert; Cartaphilus, Bp., 2011

### Filmadaptációk
- 1984-ben készült az első filmadaptáció a Madárka regényből, melyet Alan Parker rendezett és 1985-ben elnyerte a Cannes-i fesztiválon a Zsűri Nagydíját.
- 1989-ben az Apa filmváltozata készült el Jack Lemmonnal a főszerepben
- Az Éjfélre kitisztul című regényből 1992-ben készült el a filmes változat

## Fordítás
- Ez a szócikk részben vagy egészben  a   William Wharton (author) című angol Wikipédia-szócikk ezen változatának fordításán alapul.  Az eredeti cikk szerkesztőit annak laptörténete sorolja fel. Ez a jelzés csupán a megfogalmazás eredetét és a szerzői jogokat jelzi, nem szolgál a cikkben szereplő információk forrásmegjelöléseként.